# Peter Brask
Peter Brask, född omkring 1558, död omkring 1605, var en svensk diplomat, fogde och kunglig sekreterare. Han var brorson till Nils Hansson Brask.
Peter Brask blev 1576 en av de första eleverna vid Collegium regium Stockholmense som leddes av Laurentius Nicolai Norvegus. Där övergick han 1577 till katolicismen och var en av de sex ung svenskar som i juli 1577 skickades till jesuitkollegiet i Rom för att utbildas till missionärer i Sverige. I slutet av augusti hade de nått Innsbruck. Då pesten rasade i norra Italien avråddes de från att resa vidare, och de inskrevs i stället vid jesuitkollgiet i Dillingen. Efter att ha sänt en böneskrift till jesuitgeneralen Eberhardus Mercurianus erhöll de 1578 bistånd att fortsätta sin resa till Rom. 1580 utskrevs Peter Brask från kollegiet varpå han kvarstannade en tid i Rom. Hans öden under större delen av 1580-talet är okända, men 1589 var han hemma i Sverige där han inträdde som sekreterare i kungliga kansliet. Han verkar ha arbetat nära kungen, år 1589 erhåller han personligt uppdrag av Johan III att undersöka en nyfunnen silverfyndighet. 1590 begav han sig till Polen för att träda i tjänst som Sigismunds sekreterare. Som sådan deltog han i förhandlingarna med hertig Karls sändebud Olof Sverkersson 1593. I samband med kungens första svenska resa återkom han till Sverige och utsågs nu till fogde över Drottningholms fögderi. På Söderköpings riksdag beviljades religionsfrihet åt ett fåtal katoliker, bland dem Peter Brask, under villkor att de förhöll sig stilla. Redan i augusti 1595 planerade dock hertigen räfst bland ämbetsmännen, och efter riksdagen avsattes de, som ej ville hålla riksdagsbeslutet. I slutet av 1595 avsattes även Peter Brask från sitt ämbete. Han kvarstannade dock i Sverige, tills han i mars 1597 av hertigen sändes till Sigismund för att underrätta om Arboga riksdags beslut och förebåda den avtalade "legationen" till kungen. Peter Brask kom att falla i onåd hos Sigismund för att han åtagit sig uppdraget. Han vistades därefter i Polen fram till sin död, och biträdde Kr. Sturcius i författandet av dennes stridsskrift mot hertig Karl.